# فرانسوا مولر
فرانسوا مولر (بالفرنسية: François Müller)‏ (23 فبراير 1927 بلوكسمبورغ في لوكسمبورغ - 17 سبتمبر 1999) هو لاعب كرة قدم لوكسمبورغي في مركز الوسط، شارك في الألعاب الأولمبية الصيفية 1952. وشارك مع منتخب لوكسمبورغ لكرة القدم. أما مع النوادي، فقد لعب مع نادي غريفينماتشر الرياضي ‏.

## وصلات خارجية
- فرانسوا مولر على موقع الاتحاد الدولي (مؤرشف)  (الإنجليزية)
- فرانسوا مولر على موقع قاعدة بيانات كرة القدم.إي يو (الإنجليزية)
- فرانسوا مولر على موقع عالم كرة القدم.نت (الإنجليزية)
- فرانسوا مولر على موقع أوليمبيديا (الإنجليزية)